# 고도칸 (미토번)

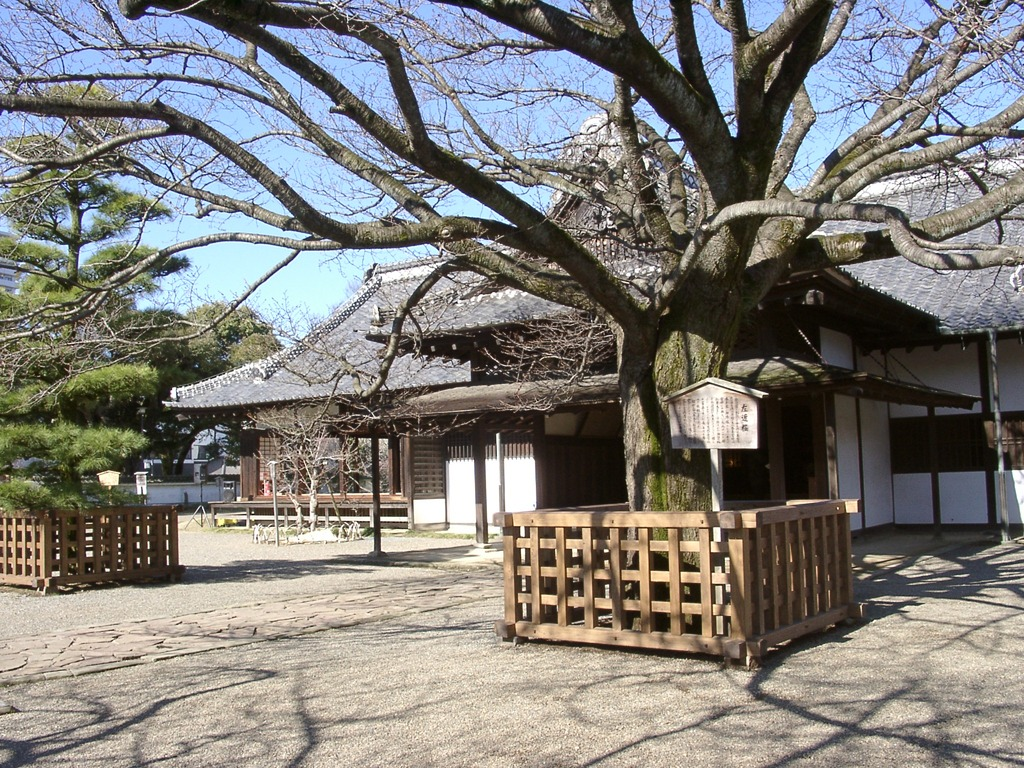
고도칸의 정청

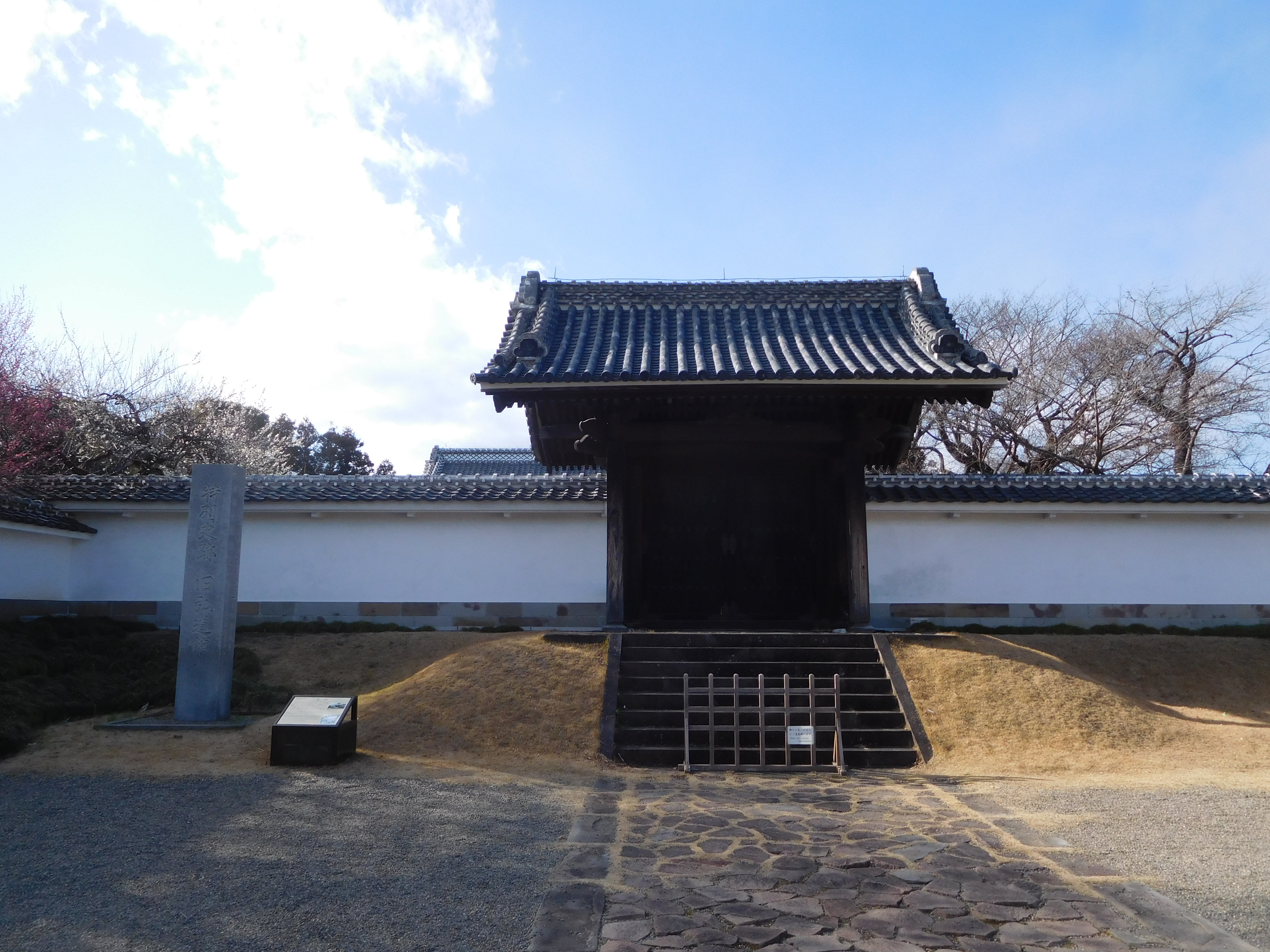
고도칸의 정문

고도칸(弘道館)은 에도 시대 후기에 일본 히타치국 미토번에 만들어진 번교이다. 현재의 위치는 이바라키현 미토시 산노마루 1쵸메 6번에 있다.

## 연혁
1841년 7월에 완성해, 9월 15일에 임시 개관을 했고, 본 개관은 안세이 4년 1857년 5월 31일 하게 되었다. 제9대 미토번주 도쿠가와 나리아키에 의해 미토 성 산노마루에 만들어졌다. 고도칸 설립 이전에는 야마노베 가문 등의 중신들의 저택 부지였다. 초대 교수장은 아이자와 세이시사이와 아오야마 츠다나사이가 맡았다. 건조는 도다추 다유가 맡았다. 또한 경영을 맡은 학교 봉행은 아지마 노부타츠가 임명되었다. 팔괘당의 ‘고도칸기’(弘道館記)의 비문에는 후지타 도고가 초안한 건학 정신이 한문으로 적혀 있다. 무술 이외에도 광범위한 여러 과학, 제반 학문을 교육, 연구하였다.
학문의 교육, 연구로는 당시 널리 행해지고 있던 문과 외에도 일부 자연 과학도 이루어지고 있었다. 또한 제2대 미토 번주 도쿠가와 미쓰쿠니가 편찬을 시작한 《대일본사》(大日本史)의 영향을 받은 미토 학의 무대가 되었다. 당시 번교로는 규모가 컸고, 또한 미토 번의 재정이 윤택했다고 말하지 못했던 사실에서 당시의 미토 번의 교육 정책을 엿볼 수 있다고 알려져 있다. 보통 졸업 개념이 형성되어 있는 것이 많지만, 학문은 평생하는 것이라는 생각에 근거하여 특별히 졸업 개념을 마련하지 않았고, 젊은이도, 노인도 같은 장소에서 배운 것으로 알려져 있다.
메이지 유신 때, 미토번에서 개혁주의자(덴구 당)와 보수주의자(쇼세 당)이 심하게 다투었고, 고도칸이 그 무대가 되었다. 1868년 게이오 4년 4월, 근신 중인 도쿠가와 요시노부는 에도 개성의 합의 사항에 따라 미토 번으로 옮겨 고도칸의 지선당(至善堂)에 들어갔다. 그러나 당시 미토번에서 번주 도쿠가와 요시앗이 병으로 죽어 번주가 없는 혼란한 상태였으며, 도쿠가와 요시노부가 분쟁으로 추대받는 것이 예측되었기 때문에 7월 요시노부는 시즈오카로 옮겼다. 개원하고 메이지 원년 1868년 11월 14일, 15일에는 아이즈 전쟁에서 패주한 쇼세 당이 미토에 돌아와 고도칸에 농성을 했다. 미토 성에 들어간 본국사당, 덴구 당의 잔당들과 성문을 사이에 두고 전투를 벌이는 상황이 되어 문관, 무관, 의학관 등 많은 건물이 총 포격에 의해 소실되었다. (고도칸 전쟁 ). 1872년(메이지 5년) 12월 8일에 폐쇄되었고, 이후에는 태정관 포고에 의해 공원이 되었다.
고도칸이 가지고 있던 자료의 상당수는 국유화된 이후에 설립된 관립의 구제 미토 고등학교가 가지고 있었지만, 1945년 8월 1일부터 2일 새벽에 걸친 미토 공습에 의해 국유화된 장서는 소실되었다. 기타 장서 내용은 고도칸의 전통을 잇기 위해 관계자에 의해 만들어진 자강사(自彊舎)에 인수되었고, 이후에는 고도학사, 미토주쿠, 미토학원, 이바라키 중학교, 이바라키 고등학교로 이어졌다. 현재 약 1만 권 정도의 장서가 현존하고 있으며, 이바라키 현립 역사관이 위탁을 받아 관리를 하고 있다.
또한 도쿠가와 나리아키의 뜻에 따라 설립 초기부터 많은 매화나무가 심어졌으며, 그 유래가 종매기(種梅記) 비문에 적혀 있다. 나리아키의 한시 ‘고도칸에 매화를 찬양함’에는 “천 그루의 매화가 있다”고 쓰여 있다. 현재 부지 흔적은 매화나무 약 60종 800그루가 심어져 있어 매화의 명소가 되고 있다. 또한 고도칸과 마찬가지로 매화 명소인 가이라쿠엔은 고도칸에 필적하는 심신 휴양의 장소로서 대등하게 만들어진 것이다.

## 같이 보기
- 메이린칸
- 시즈타니 학교